# Chiesa dei Santi Anastasio e Vincenzo
La chiesa dei Santi Anastasio e Vincenzo è un edificio religioso sito a Sant'Anastasio, frazione del Comune di Piazza al Serchio, in provincia di Lucca. Risalente alla fine del XVIII secolo, la chiesa parrocchiale, dedicata ai santi Anastasio monaco e Vincenzo diacono martiri, è amministrativamente parte della zona pastorale Garfagnana dell'arcidiocesi di Lucca.

## Storia

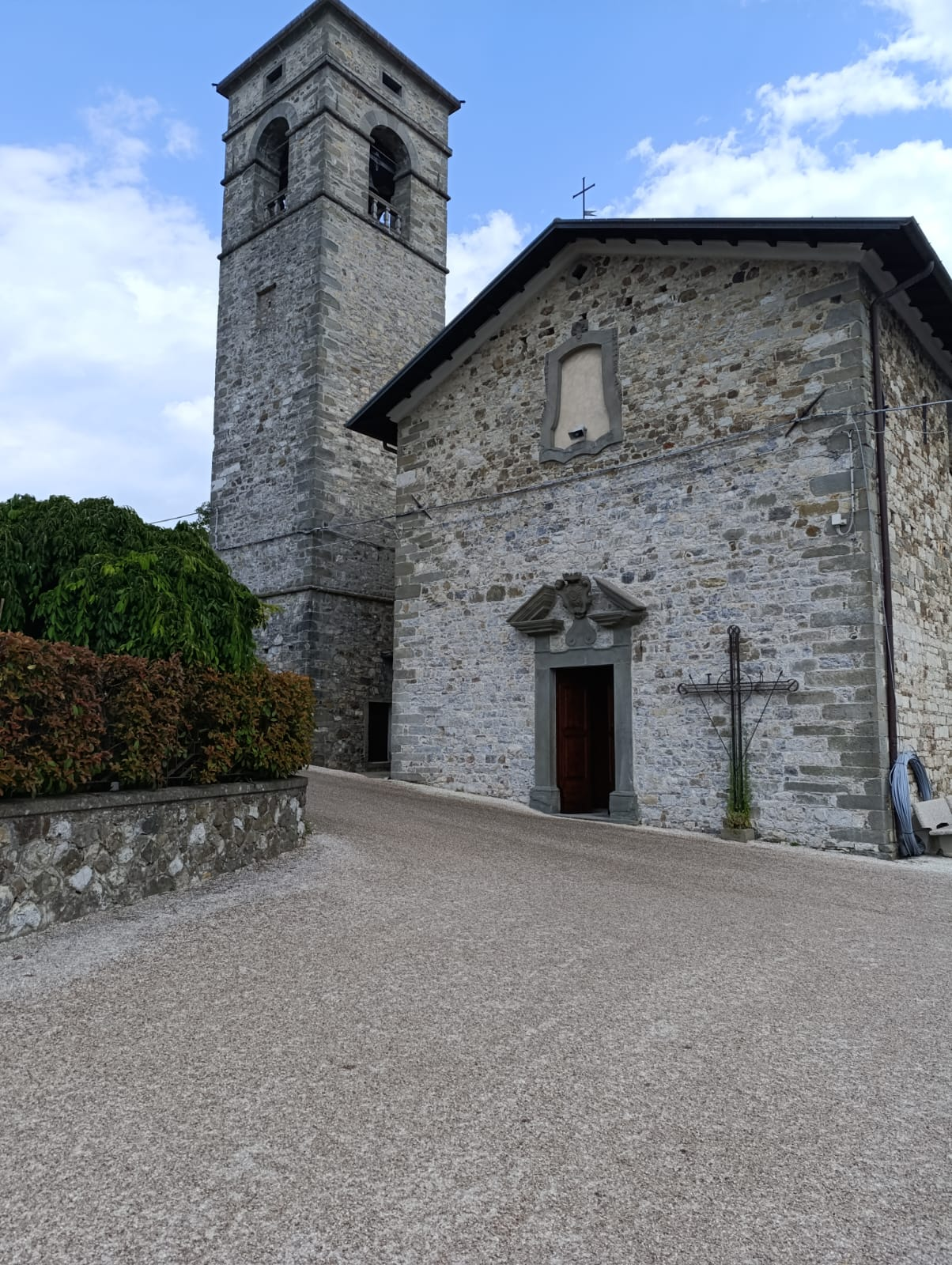
Facciata

La chiesa attuale fu edificata tra il 1788 al 1791, dopo che una frana aveva lesionato quella originaria del XIV secolo, che sorgeva nei pressi del cimitero dell'abitato; per la costruzione del nuovo luogo di culto, fu riutilizzato il materiale risultante dalla demolizione dell'antico tempio.
La chiesa fu elevata a sede parrocchiale autonoma il 5 settembre 1794.
Due terremoti colpirono il luogo di culto nel 1920 e nel 2013. Nel primo caso i lavori di restauro durarono due anni, mentre nel secondo il cantiere richiese sei anni di tempo; il 5 maggio 2019 l'edificio fu riaperto al pubblico. Nel 2024 fu aggiunta alla porta laterale una pedana per i disabili.

## Descrizione

### Esterno
La semplice e simmetrica facciata a capanna, rivestita interamente in pietra, presenta nel mezzo il portale d'ingresso, delimitato da una cornice in pietra serena e coronato da un frontone spezzato; più in alto è collocato un finestrone cieco, con cornice mistilinea.
Sulla sinistra, si erge isolato il campanile in pietra, con cella campanaria affacciata sulle quattro fronti attraverso ampie monofore ad arco a tutto sesto.

### Interno

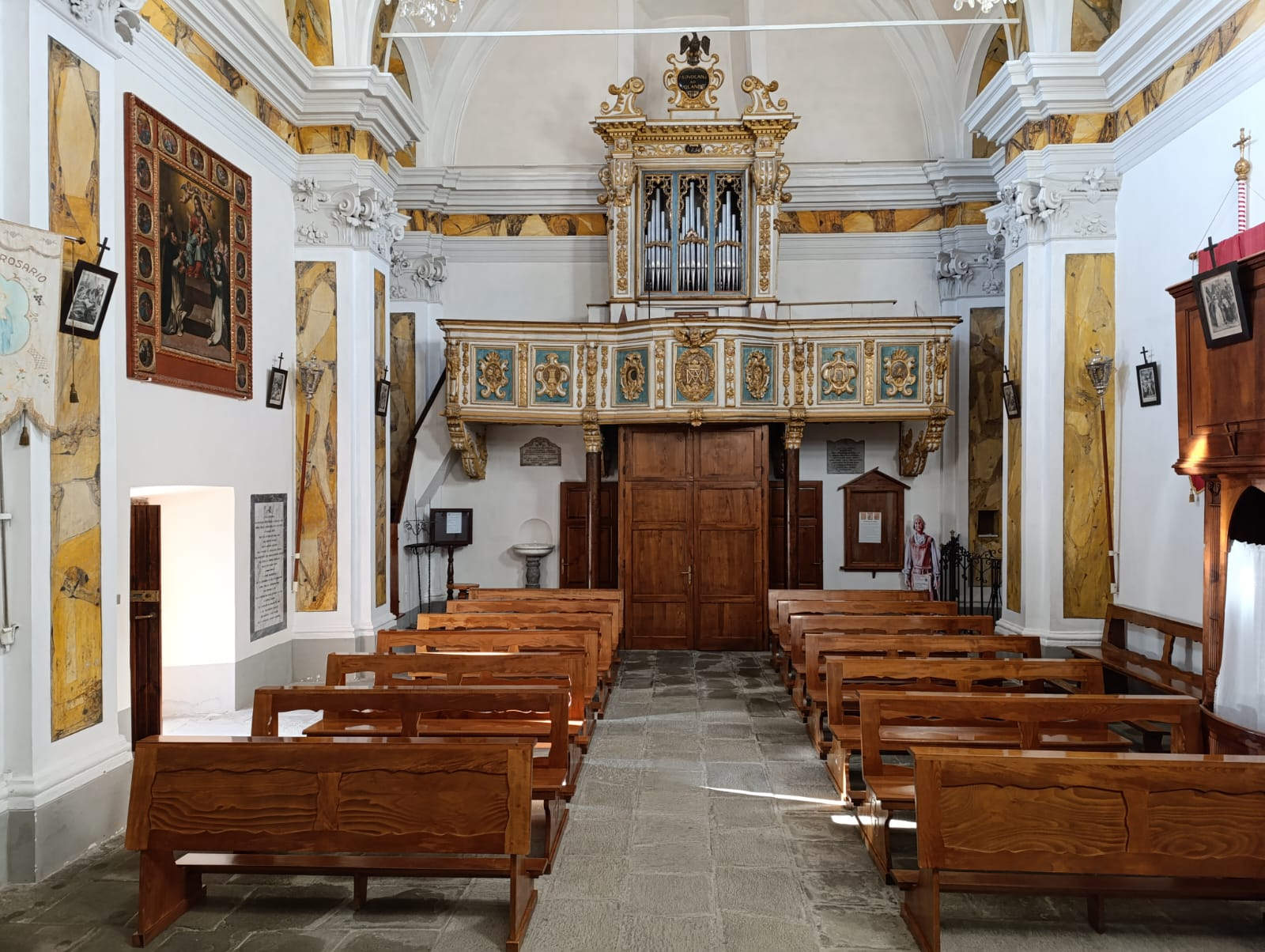
Controfacciata

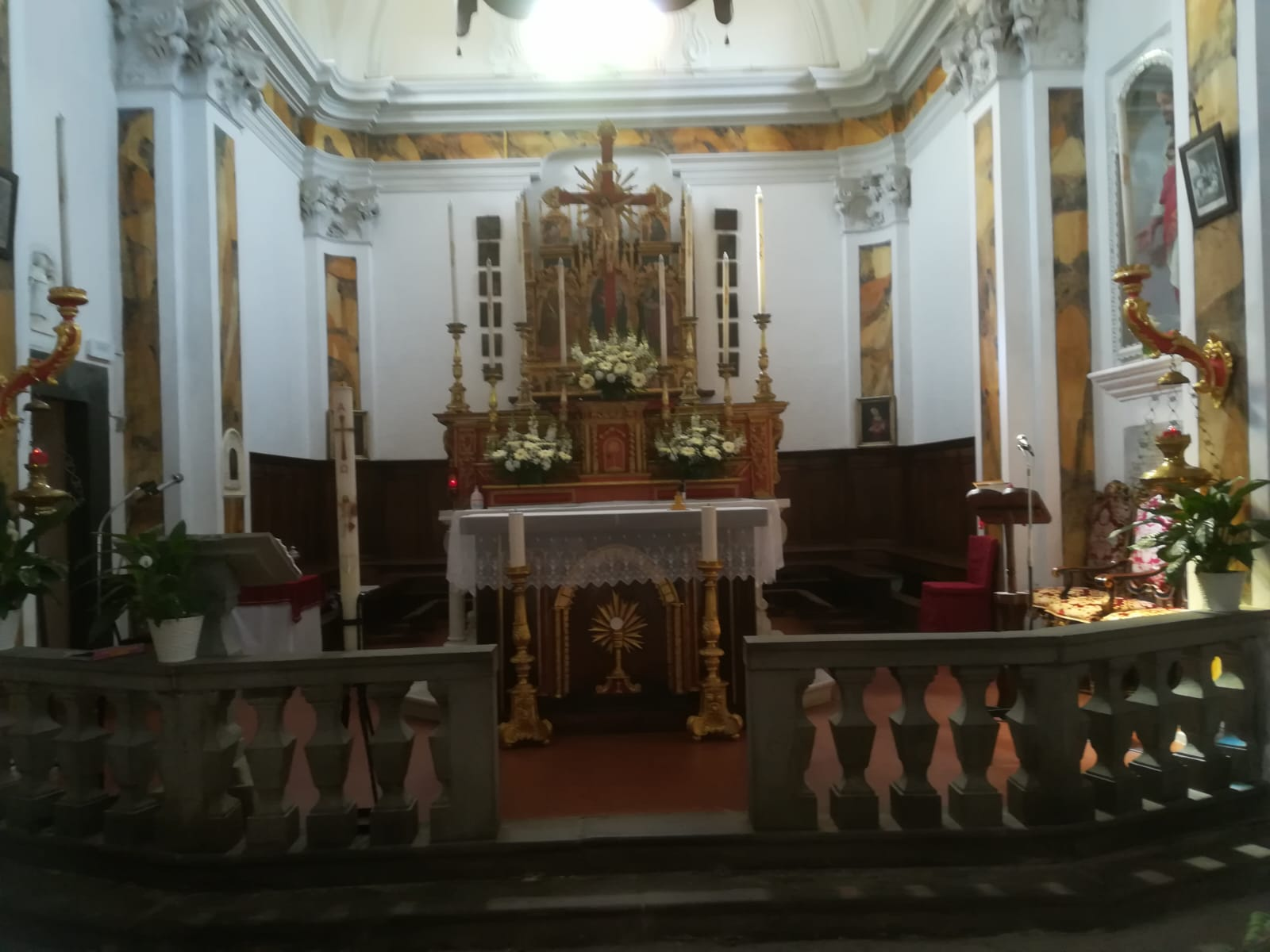
Presbiterio

La chiesa si sviluppa su una pianta a navata unica, affiancata da due cappelle laterali, una per parte.
L'aula, coperta da una volta a botte lunettata e rivestita in arenaria nel pavimento, è decorata lateralmente con una serie di paraste in finto marmo, coronate da capitelli in stucco.
La cappella destra accoglie l'altare dedicato a san Giuseppe, restaurato nel 2021 e sormontato da una monumentale ancona marmorea; al suo interno è collocato un dipinto a olio raffigurante l'Assunzione di Maria e santi; sull'altare è inoltre posta la statua del Bambino di Praga.
La cappella sinistra ospita l'altare dedicato alla Madonna, restaurato tra il 2021 e il 2022 e sormontato da un'ancona analoga a quella di fronte; al suo interno, un'ampia nicchia a tutto sesto accoglie la statua della Madonna del Santo Rosario.
Il presbiterio, con pavimento in cotto, accoglie nel mezzo l'altare maggiore; sul fondo, sopra al coro ligneo si staglia un trittico del XV secolo.

## Trittico

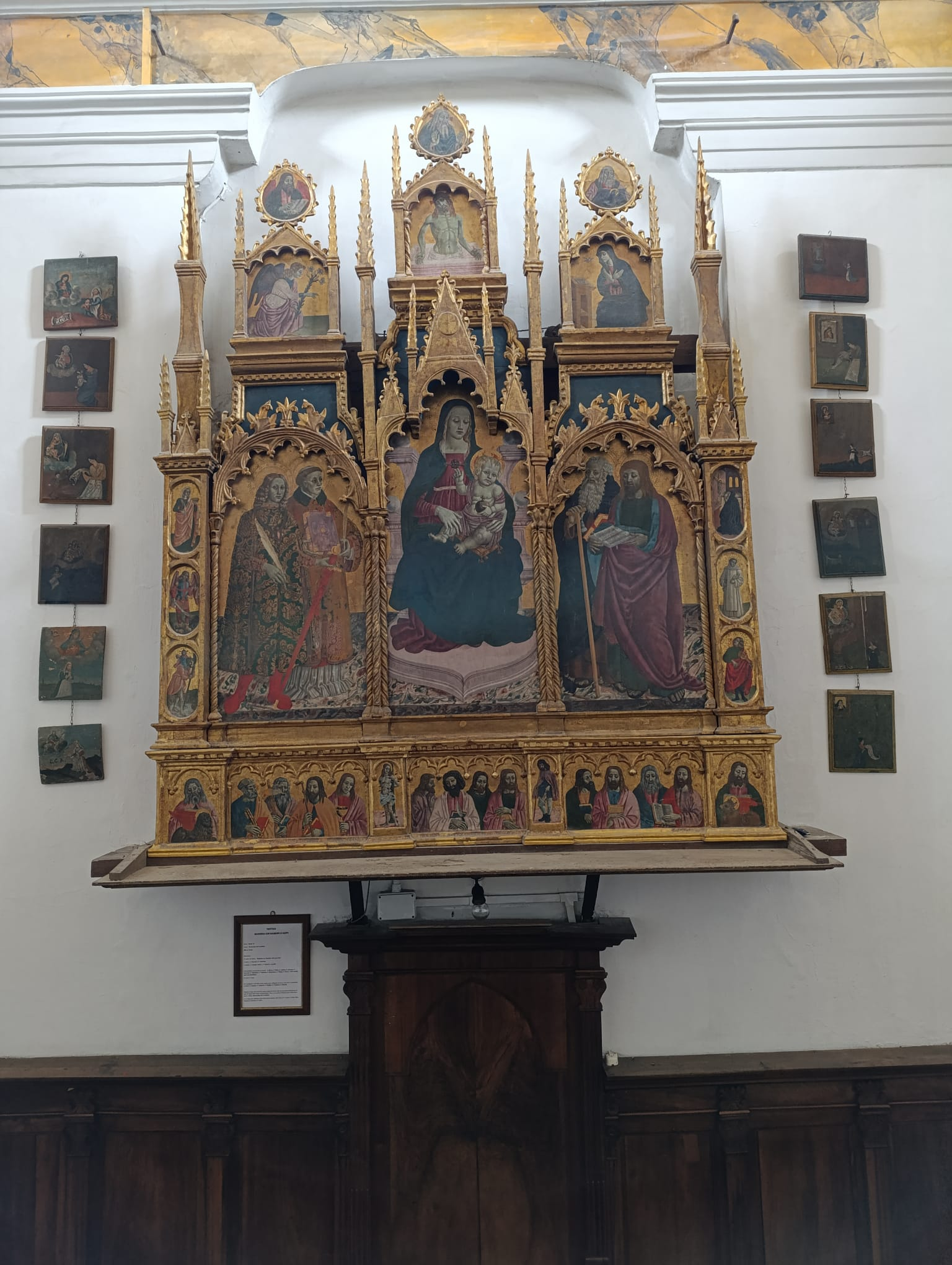
Trittico della Madonna col Bambino e santi attribuita a Bernardino del Castelletto.

Il trittico è costituito da tre tavole, di cui la principale raffigura una Madonna col Bambino, mentre ai lati sono rappresentati due santi; inoltre, nella predella sono riprodotti i Dodici Apostoli, mentre nella cimasa è ritratto il Cristo in pietà e infine nei pilieri sono raffigurati vari santi.
L'opera terminata nel 1493 come si vede su un'iscrizione in fondo al quadro centrale  (A D.MCCCCLXXXXIII) trovato durante ultimo restauro dalla restauratrice Daniela Frati (2025), fu a lungo attribuita a un anonimo Maestro di Sant'Anastasio, ma nel 1978 l'autore fu individuato nel pittore rinascimentale Bernardino del Castelletto. All'espressività della Vergine col Bambino, che integra le influenze liguri acquisite nell'evoluzione artistica del pittore, si contrappongono le più convenzionali, per il periodo, coppie di santi presenti nei due comparti laterali, riprodotti con gesti bloccati e fisionomie congelate.
Ultimo Restauro: anno 2024/25 ad opera di Daniela Frati di Pietrasanta (LU)

### Descrizione
Al centro del trittico Madonna con Bambino sulle ginocchia, a destra Sant’Antonio Abate e San Giovanni Evangelista, a sinistra San Vincenzo Diacono e San Anastasio.
Nella predella, cominciando a sinistra San Marco, San Pietro, Sant’Andrea, San Jacopo, San Giovanni e San Sebastiano, San Tommaso, San Bartolomeo, San Filippo, San Rocco, altri 4 santi non identificati e in fondo San Luca.
Nei necaglioni ovali della cornice esterna sono raffigurati dal basso in alto e cominciando da destra: San Genesio, San
Leonardo, San Brigida, San Cristoforo e San Michele e Santa Lucia.
In alto le tre cuspidi, dove viene rappresentato Annunciazione con le due laterali San Gabriele Arcangelo e Madonna Annunciata e al centro un Cristo in Pieta.
Parte superiore al centro Dio Padre. dx San Matteo a sx San Giovanni.

## Organo a Canne
Sempre all’interno della chiesa, sopra la porta dell’ingresso centrale si trova un bell’organo a canne datato 1756 e attribuito ai fratelli Antonio e Filippo Tronci di Pistoia, la data di costruzione è nota perché è riportata sul frontone della cassa. Dall’esame dei documenti dell’archivio pastorale, risulta che lo strumento, cantoria compresa, proviene dall’Eremo di Calomini, trasportato nell’attuale collocazione nell’anno 1803.
Durante il montaggio dello strumento furono eseguite delle aggiunte che impedivano le normali operazioni di accordatura e manutenzione. I recenti lavori di restauro, terminati del novembre del 2003 hanno permesso di riportare lo strumento al suo stato d’origine ed è inserito in un elegante lignea arricchita da fregi e dorature, addossata alla parete aperta anteriormente in tre campi.

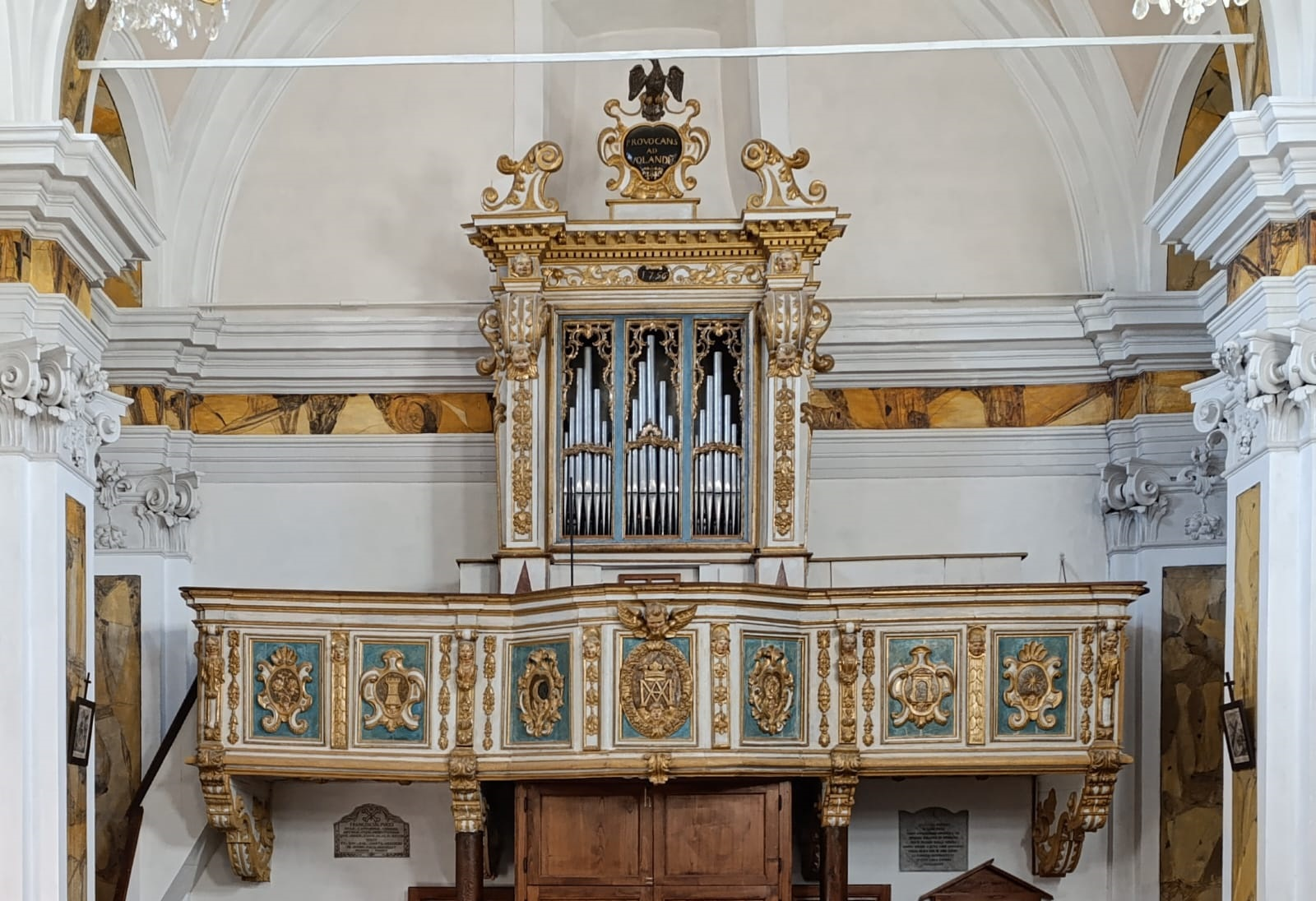
Foto 1
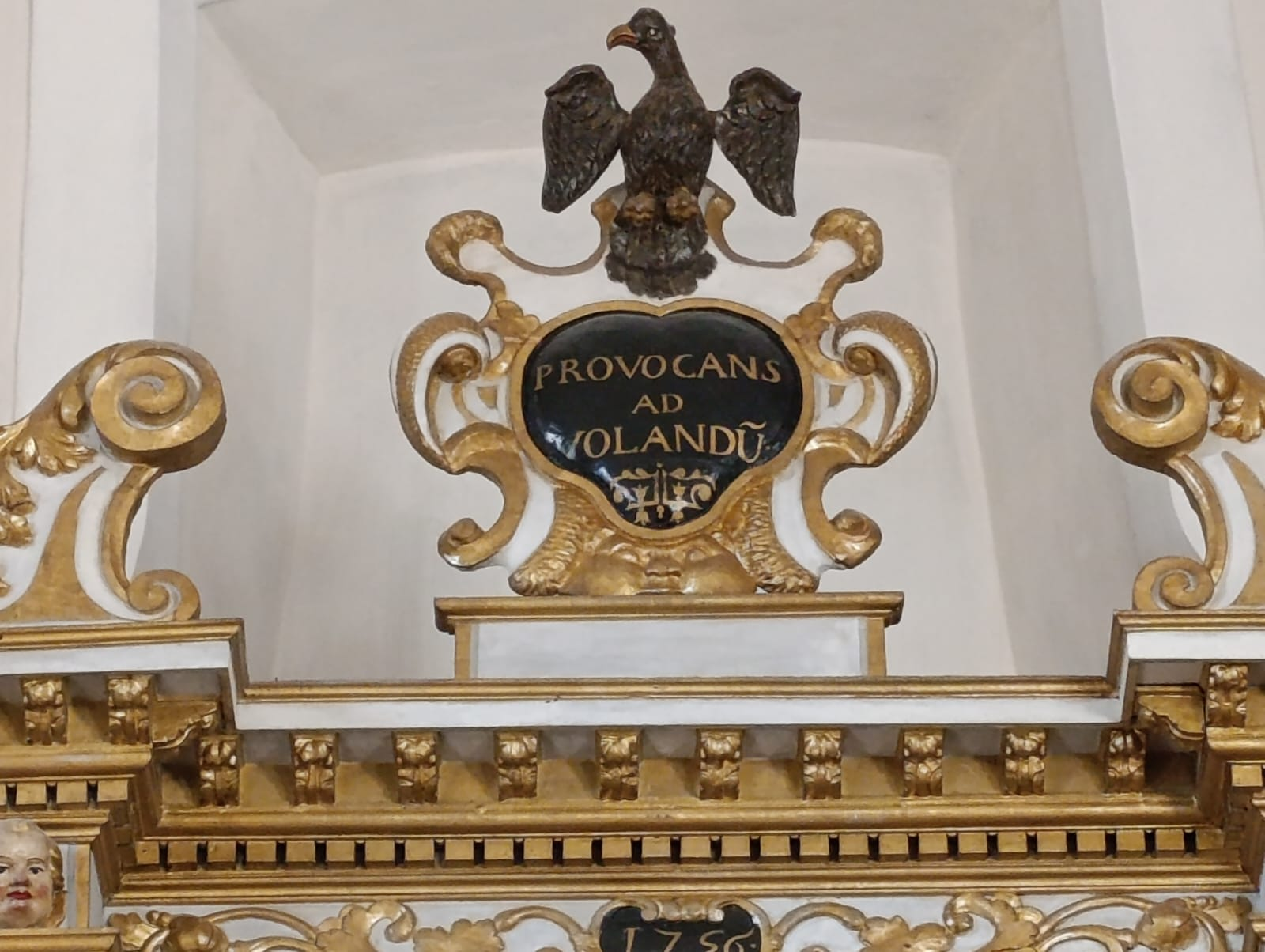
foto 2

## Altare di San Giuseppe

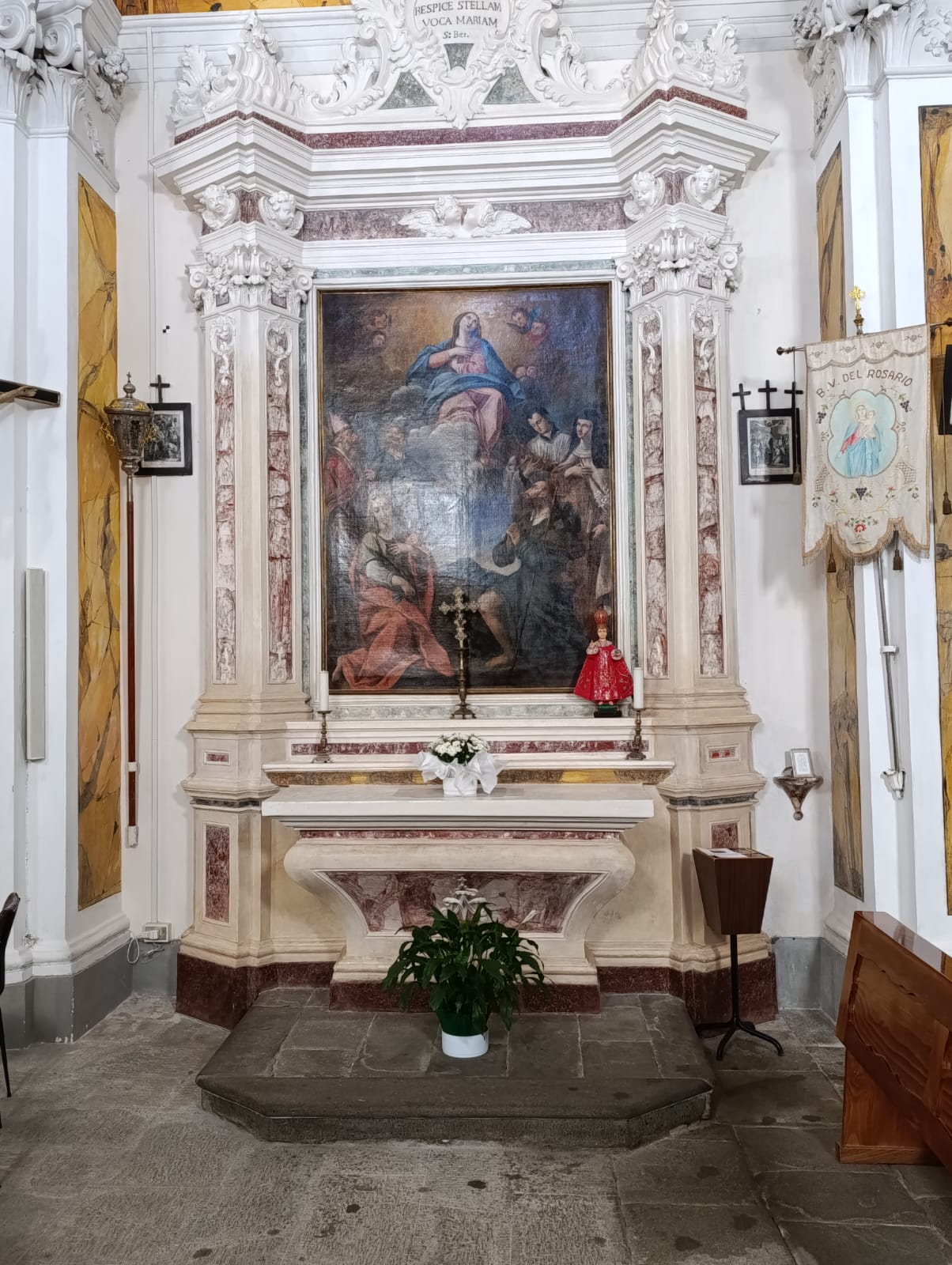
Altare San Giuseppe

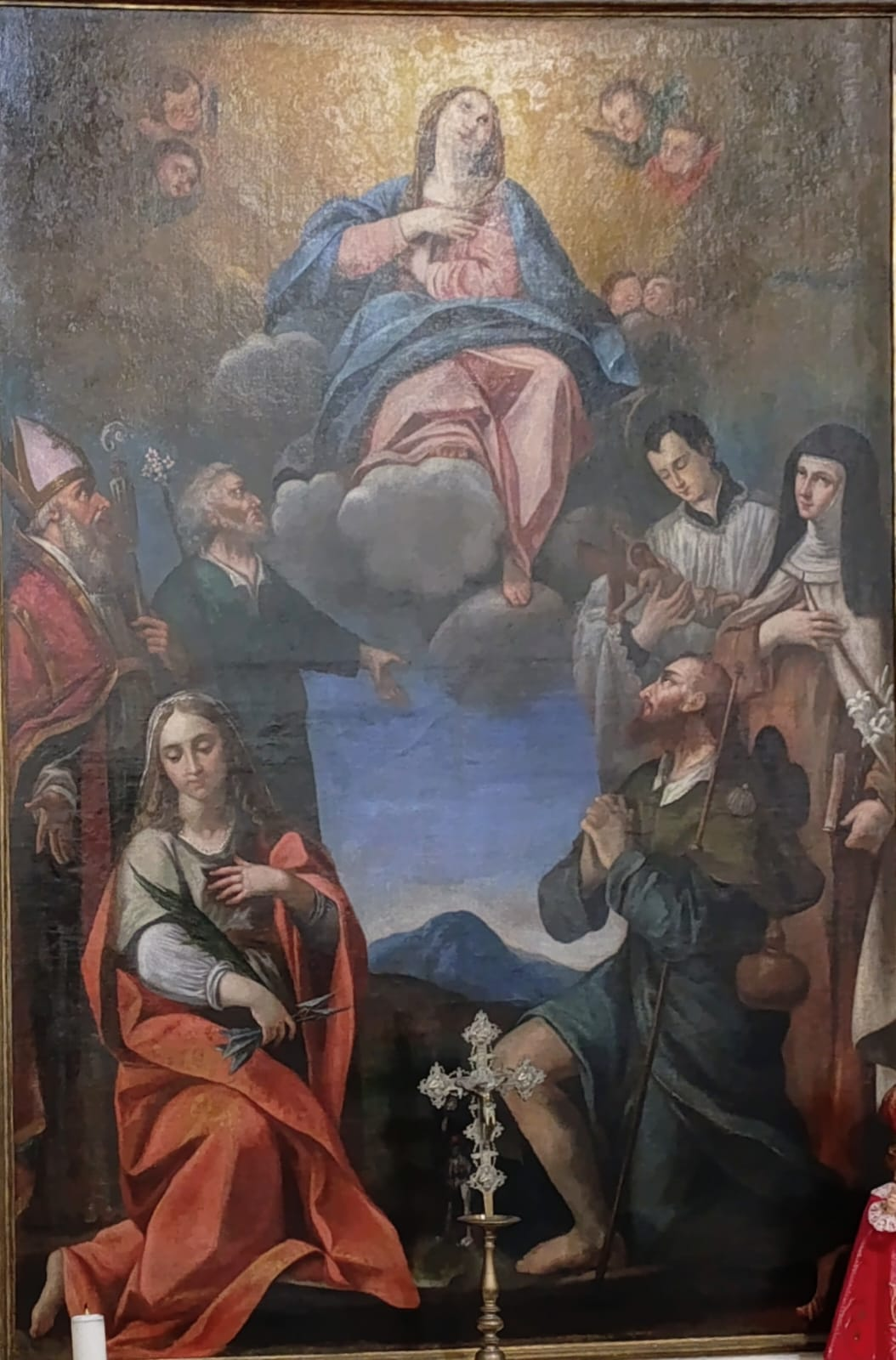
Maria Assunta con Santi

Altare, anno di costruzione 1808 (come scritto su una targa)
Ultimo Restauro: anno 2021
Dipinto ad olio su tela del XVIII secolo
Autore: Ignoto Pittore Locale
Ultimo Restauro: anno 2021 ad opera di Silvia Zecchini

### Descrizione
In alto la Madonna Assunta sopra un monte e contornata di Angeli.
Santi, coominciando da Sinistra:  dal basso troviamo Santa Orsola, San Biagio, San Giuseppe
Destra; dal basso troviamo San Rocco, Santa Caterina da Siena e San Luigi
.

## Altare della Madonna
Altare: Anno di Costruzione XVIII
Autore: Maestranza Apuana

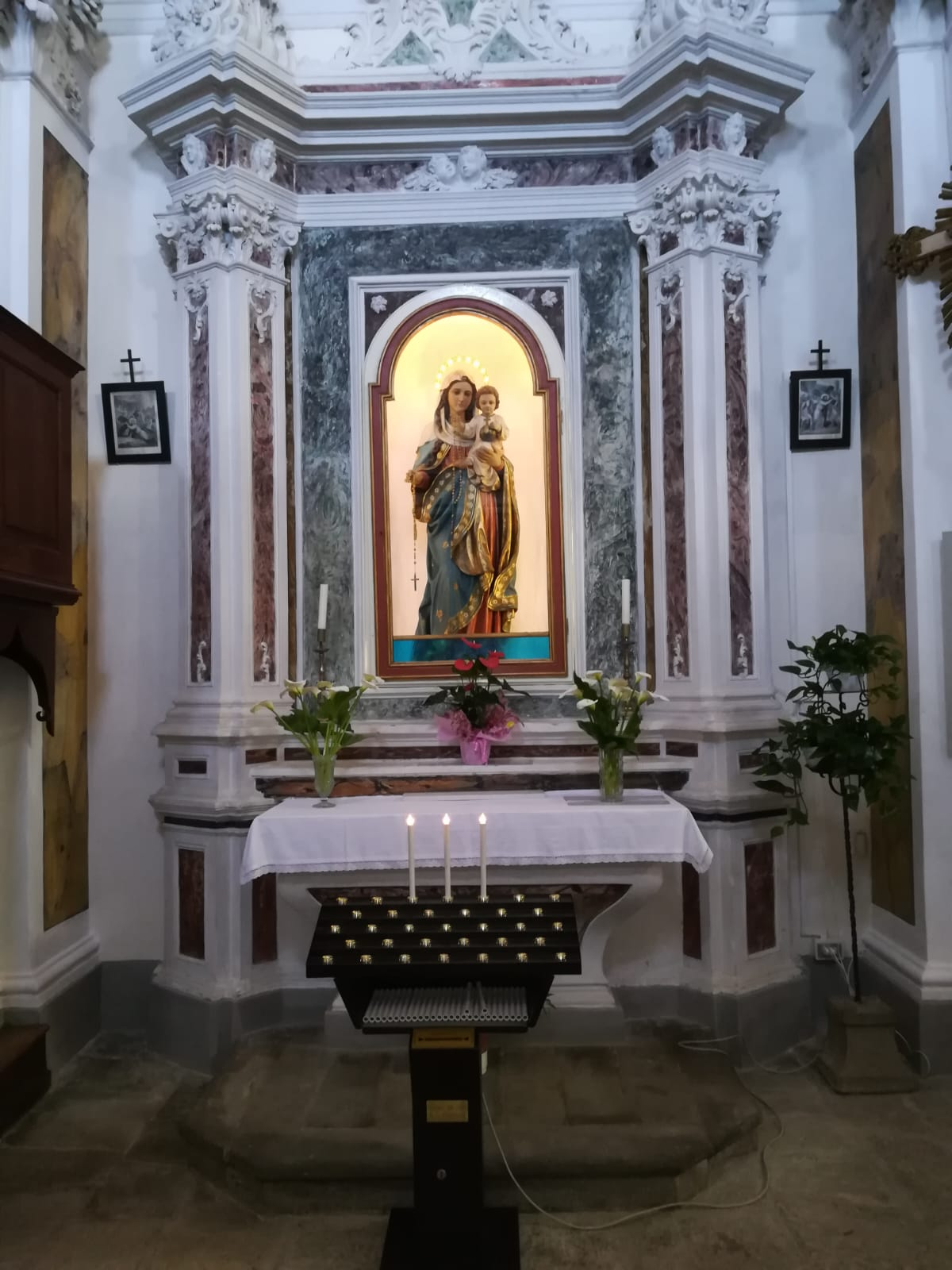
Altare Madonna del Santo Rosario

al Centro in alto: Nicchia del XIX Secolo
Descrizione: Madonna in Ligneo fatta dagli scultori di Ortisei (Val Gardena) che rappresenta la Madonna del Santo Rosario
.

## Baldacchino

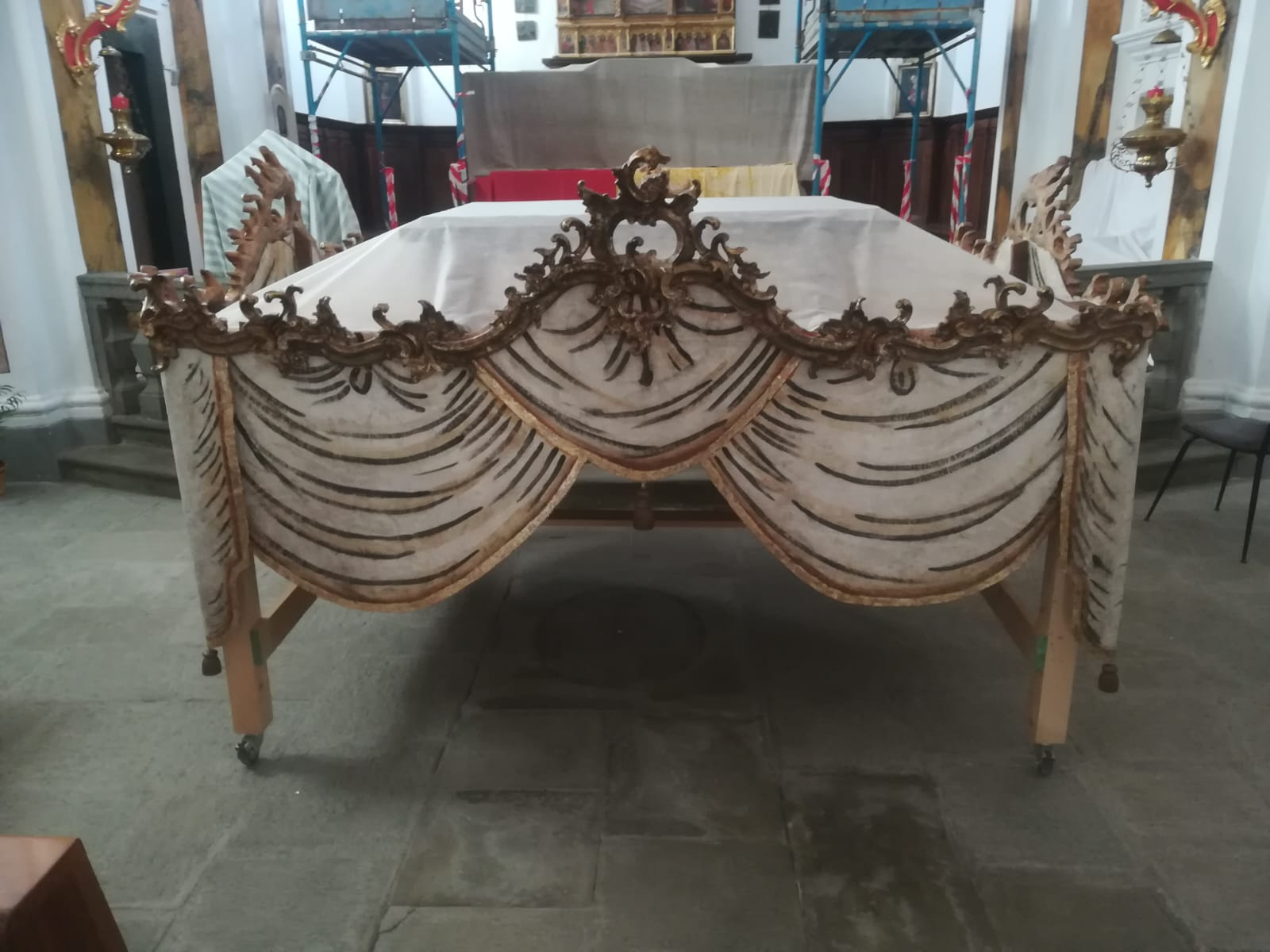
Baldacchino restaurato (2024)

Opera donata nel 1824 della famiglia Corsi. (come scritto sopra il Baldacchino)
Autore: sconosciuto
La struttura è in tela e legno dorata,
si trova appeso sopra altare maggiore.
Ultimo restauro: anno 2024